# Bojila
Bojila – wieś w Rumunii, w okręgu Jassy, w gminie Mădârjac. W 2011 roku liczyła 312 mieszkańców.